# Јан Млакар
Јан Млакар (Љубљана, 23. октобар 1998) је словеначки фудбалер који игра као дефанзивац за италијанског друголигаша Пиза и репрезентацију Словеније.

## Играчка каријера

### Клубови
Рођен у Љубљани, Словенија, Млакар је почео да игра фудбал у свом родном клубу Алфа, пре него што је прешао у Домжале.  Почетком 2015. године, са 16 година, Млакар је пребачен у италијанску Фјорентину из Серије А за износ од милион евра. Био је капитен екипе Фјорентине до 19 година, а такође је био и најбољи стрелац тима у сезони 2016/17. Професионални сениорски деби имао је 30. априла 2017. у првенственој утакмици против Палерма, заменивши свог сународника Јосипа Иличића у 70. минуту. За сезону 2017/18, позајмљен је Венецији из Серије Б, где је одиграо три лигашке утакмице.
У јануару 2018. Млакар се вратио у Словенију и придружио Марибору, потписавши уговор на четири и по године.
Брајтон & Хоув албион
У јануару 2019. Млакар је потписао уговор на три и по године са Брајтонтом & Хоув албион. Одмах је враћен на позајмицу у Марибор до краја сезоне. Са тимом је освојио свој први сениорски трофеј пошто је Марибор постао шампион у сезони 2018/19. Укупно, Млакар је постигао 17 голова за Марибор у 44 наступа у периоду од две сезоне.
Квинс Парк ренџерс (позајмица)
По повратку, поново је позајмљен 24. јула 2Словеначки нападач Јан Млакар прелази у КПР019. у Чемпионшип Квинс Парк ренџерс у једногодишњем уговору. Млакар је дебитовао за Ренџерсе 13. августа 2019. у првом колу ЕФЛ купа против Бристол Ситија, где је ушао као замена. Утакмица је завршена резултатом 3 : 3, а КПР је победио резултатом 5 : 4 на пенале. Његов први старт је такође био у ЕФЛ купу где је одиграо цео меч у поразу од 2 : 0 код куће против Портсмута. Дебитовао је у лиги ушавши као замена у гостујућој победи над Шефилдом Венздејем од 2 : 1 31. августа 2019.
Виган Атлетик (позајмица)
Након што га је Брајтон опозвао из КПР-а у јануару 2020., придружио се другој екипи Чемпионшипа, Виган Атлетику, на позајмици до краја сезоне. Млакар је 4. јула 2020. дебитовао за Латиксе, ушавши као замена у гостима код Брентфорда у поразу од 3–0.
Марибор (позајмица)
Брајтон је 14. августа 2020. послао Млакара на још једну позајмицу у словеначку Прву лигу Марибор до краја сезоне 2020–21. Постигао је свој први гол по повратку у Словенију у свом другом наступу 12. септембра у победи на домаћем терену над Бравом резултатом 4–1 након што је ушао као замена.
Хајдук Сплит
Млакар је 1. јула 2021. потписао четворогодишњи уговор са хрватским клубом Хајдук Сплит. 17. јула је дебитовао у утакмици прве лиге Хрватске против Локомотиве Загреб. Током утакмице постигао је оба Хајдукова гола у евентуалном нерешеном резултату 2–2.
Писа
Млакар се 27. августа 2023. вратио у Италију са клубом из Серије Б Пизом.

### Репрезентација
Млакар је играо за Словенију на већини нивоа младих од испод 15 до 21 године. Био је најбољи стрелац квалификација за Европско првенство до 17 година 2015. са осам голова. У јуну 2019. Млакар је био укључен у сениорски тим за квалификациону утакмицу УЕФА за Европско првенство 2020. против Летоније, али је била неискоришћена замена.
Као капитен екипе до 21 године, предводио је побуну играча против менаџера Приможа Глихе у октобру 2020. због његовог наводног непримереног понашања према играчима. Као резултат тога, Глиха је добио отказ од стране Фудбалског савеза Словеније, а Млакара није уврстио нови менаџер Миленко Ачимович у тим за Европско првенство 2021. године за УЕФА Европско првенство до 21 године.
Млакар је био део сениорског тима за пријатељске утакмице на гостовању Северној Македонији и код куће против Гибралтара у јуну 2021. године. Он је дебитовао против првог 1. јуна, почевши меч и одигравши 79 минута у коначном нерешеном резултату 1–1. Млакар је такође почео утакмицу код куће против Гибралтара 4. јуна, где је постигао свој први међународни гол, доводећи своју нацију у предност резултатом 4–0 у коначној победи од 6–0.
Ажурирано до утакмице одигране 4. јуна 2024
| Репрезентација | Година | Ута. | Голови |
| -------------- | ------ | ---- | ------ |
| Словенија      | 2021   | 5    | 1      |
| Словенија      | 2022   | 1    | 0      |
| 2023           | 8      | 1    |        |
| 2024           | 2      | 1    |        |
| Укупно         | Укупно | 16   | 3      |

Скор и резултати наводе први зброј голова Словеније, колона са скором показује резултат након сваког Млакаревог гола.
| Бр. | Датум               | Место одржавања                        | Ута | Противник  | Скоре | Резултат | Противник                 |
| --- | ------------------- | -------------------------------------- | --- | ---------- | ----- | -------- | ------------------------- |
| 1   | 4. јун 2021.        | Стадион Бонифика, Копар, Словенија     | 2   | Гибралтар  | 4 : 0 | 6 : 0    | Пријатељска               |
| 2   | 10. септембар 2023. | Стадион Олимпико, Серавале, Сан Марино | 10  | Сан Марино | 2 : 0 | 4 : 0    | Квалификације за ЕП 2024. |
| 3   | 4. јун 2024.        | Стадион Стожице, Љубљана, Словенија    | 16  | Јерменија  | 1 : 0 | 2 : 1    | Пријатељска               |

## Успеси

### Играчки
Марибор
- Прва лига Словеније у фудбалу: шампион 2018–19.[1]
- Куп Словеније: финалиста 2018–19.[1]

Хајдук Сплит
- Куп Хрватске у фудбалу: првак 2021–22, 2022–23.[1]
- Суперкуп Хрватске у фудбалу: финалиста: 2022, 2023[1]

Појединачно
- Голгетер словеначке прве лиге: 2020–21.[31]